# Metebach
Metebach é uma vila e antigo município da Alemanha localizado no distrito de Gota, estado da Turíngia.  Pertencia ao verwaltungsgemeinschaft de Hörsel. Desde 1 de janeiro de 2011 é parte do município de Hörsel.

## Demografia
Evolução da população (em 31 de dezembro):
| - 1994 – 182 - 1995 – 180 - 1996 – 173 - 1997 – 170 | - 1998 – 158 - 1999 – 159 - 2000 – 159 - 2001 – 166 | - 2002 – 169 - 2003 – 163 - 2004 – 178 - 2005 – 188 |

Fonte: Thüringer Landesamt für Statistik